# 谷本安衣
谷本 安衣（たにもと あい、1984年11月30日 - ）は、日本の女優。ミュージッククラブ所属。愛媛県松山市出身。

## 出演作品

### ドラマ
- MAGISTER NEGI MAGI 魔法先生ネギま! - 那波千鶴 役

### バラエティ
- ポイチョ!「高給アルバイトニュース」（瀬戸内海放送）
- 開運!なんでも鑑定団（2008年12月23日、テレビ東京） -  幻の逸品買いますリポーター
- 『ぷっ』すま（2008年12月23日、テレビ朝日） - ビビリ王・キングオブチキン
- オールスター感謝祭（TBSテレビ） - 2008秋〜2009春アシスタント
- 自転車百景（日本テレビ）

### 舞台
- 劇団軌跡「Little Steps V」 
  - 第1部 「7人の部長」 - 佐藤晴海 役
  - 第2部 「DANCE ACTION IN DJ」